# Carrozzeria Macchi
Carrozzeria Macchi är en italiensk karosstillverkare grundad i Varese 1913 av bröderna Macchi. Bolaget gjorde bland annat karossen till Lancia Omicron och fick karossuppdrag av bland andra Aerfer, Alfa Romeo, Fiat, Lancia och Officine Meccaniche i Italien och Büssing i Tyskland. Karosser gjordes för bussar, trådbussar, spårvagnar och lastbilar.  